# Guts of a Virgin
Guts of a Virgin è il primo album in studio del gruppo musicale punk jazz statunitense Painkiller, pubblicato nel 1991 dalla Toy's Factory in Giappone, e dalla Earache Records nel Regno Unito.

## Descrizione

### Copertina
La copertina originale rappresentava una donna calva con l'interno del suo corpo esposto all'aperto. Tuttavia, la foto fu sequestrata e distrutta dai rappresentanti del Regno Unito per la violazione della Obscene Publications Act.

## Tracce
Musiche di John Zorn.
1. Scud Attack – 3:07
2. Deadly Obstacle Collage – 0:21
3. Damage to the Mask – 2:43
4. Guts of a Virgin – 1:19
5. Handjob – 0:10
6. Portent – 4:00
7. Hostage – 2:24
8. Lathe of God – 0:56
9. Dr. Phibes – 3:00
10. Purgatory of Fiery Vulvas – 0:26
11. Warhead – 1:12
12. Devil's Eye – 4:37

Durata totale: 24:15

## Formazione
- John Zorn – sassofono contralto, voce
- Bill Laswell – basso elettrico
- Mick Harris – batteria, voce